# Управление промышленно-строительными работами общественного назначения
Управление промышленно-строительными работами общественного назначения (англ. Works Progress Administration, WPA; 1935—1943) — независимое федеральное агентство, созданное в США в 1935 году по инициативе президента США, Франклина Делано Рузвельта, и ставшее ведущей силой в системе трудоустройства миллионов безработных (в основном, неквалифицированных мужчин) при проведении Нового экономического курса. Под общественно-значимыми работами подразумевались возведение общественных зданий, прокладка автодорог, строительство стадионов, дамб, аэродромов.

## История
Самым крупным агентством, созданным на основании «Закона об ассигнованиях», было Управление промышленно-строительными работами общественного назначения (WPA); его возглавил Гарри Гопкинс. Выступая перед Конгрессом США в январе 1935 года, Гопкинс объявил, что WPA намерена вовлечь в проект до 3,5 млн человек из числа тех, чьё экономическое состояние было особенно тяжёлым. Исходя из суммы годовых вложений $1,200 на человека, Гопкинс запросил и получил $4 млрд. Чтобы получить право на индивидуальное участие в проекте, претендент должен был быть гражданином США не моложе 18 лет, трудоспособным, безработным, а также иметь сертификат нуждающегося, подтверждённый местным отделением агентства.

### Патронаж и дискриминация
Деятельность WPA с самого начала стала «магнитом для споров»: федеральная программа использовалась Рузвельтом для поддержки местных политиков, которые, в свою очередь, поддерживали его общенациональные программы. Республиканцы открыто заявляли, что WPA являлась «просто гигантской федеральной патронажной машиной», действовавшей исключительно в интересах Демократической партии. Современные исследователи полагали, что Рузвельта скорее использовал WPA для поддержки «либеральной политической коалиции», включавшей прогрессивных республиканцев. Если в Нью-Йорке — где в 1936 году почти четверть миллиона человек была в списках WPA — президент предоставил мэру-республиканцу Фиорелло Ла Гуардии значительную свободу в распределении рабочих мест, то в других местах Рузвельт действительно зачастую предпочитал либеральных демократов. Так, в Мемфисе мэр-демократ Эдвард Крамп прямо потребовал от работников WPA своей поддержки на выборах в качестве «оплаты» за трудоустройства. Аналогично, в Иллинойсе рабочие WPA были «проинструктированы», как именно им следует голосовать. В Нью-Джерси все работники WPA должны были уплатить 3 % от своей зарплаты в поддержку «политической машины» Фрэнка Хейга — которого Рузвельт считал «отвратительным, но политически полезным».

### Оплата труда
Традиционный для США скептицизм в отношении «недостойных бедняков» питал иную критику WPA. Если левый журнал «The Nation» настаивал на том, что WPA платит своим рабочим слишком мало, то, когда рабочие WPA в Нью-Йорке, вдохновленные коммунистическими агитаторами, потребовали более высокой заработной платы, жители города пришли в ярость: ¾ опрошенных горожан сказали, что бастующие должны быть немедленно уволены — нью-йоркцы в тот период полагали, что WPA являлась «формой благотворительности, и рабочие должны радоваться тому, что они получают». В то же время малярам из виргинского Норфолка после серии жалоб удалось добиться увеличения своего оклада.
Другие противоречия в деятельности WPA отражали значительные региональные и расовые различия в американском обществе 1930-х годов. Так, чтобы получить право на работу в WPA, работник не имел возможности отказаться от занятости в частном секторе «по тарифам, преобладающим в его или ее сообществе». Но определить «преобладающие тарифы» было непросто: если в общенациональном масштабе средняя заработная плата WPA в 1936 году составляла от 30 до 52 долларов в месяц, то в самых южных штатах она составляла всего 23 доллара. «Преобладающая» оплата труда чернокожих на юге была заметно ниже: негры, отказавшиеся от частной работы и за 3 доллара в неделю, могли быть лишены права на участие в WPA, а белые — нет. Аналогичная разница наблюдалась в шкале заработной платы латиноамериканских женщин на Юго-Западе США: им, как правило, предлагалась только неполная занятость в WPA, чтобы они не получали более высокую заработную плату, чем им был готов платить частный работодатель.
Расходы на бюрократический аппарат WPA съедали 41 % его бюджета, при этом его глава Гарри Гопкинс на вопрос о деятельности управления отвечал: «У меня занято четыре миллиона человек, но, ради Бога, не спрашивайте меня, чем они занимаются». Среди прочих WPA использовала труд безработных для отпугивания воздушными шарами птиц от общественных зданий, каталогизации рецептов приготовления шпината, ловли перекати-поля, написания истории английской булавки.
В то же время попытки Гопкинса свести к минимуму дискриминацию получили высокую оценку у лидеров афроамериканцев — они осознавали, что администрация Рузвельта сделала больше для исправления расовой несправедливости, чем любое другое федеральное правительство со времён Гражданской войны. Постепенно федеральное правительство США становилось ключевым политическим союзником негров страны: любые предложения о передаче большего контроля над программой местным властям встречали ожесточённое сопротивление как раз со стороны афроамериканцев.

### WPA и американская культура
При поддержке Элеоноры Рузвельт, Хопкинс также создавал проекты, которые дали работу тысячам американских деятелей культуры: художникам, музыкантам, актерам и писателям. Хопкинс понимал под «культурой» широкий спектр видов деятельности, «начиная от баскетбола и заканчивая игрой на скрипке». На критику Хопкинс отвечал, что деятели культуры «должны есть так же, как и все другие люди». Федеральный художественный проект (FAP) позволил художникам и скульпторам преподавать в сельских школах; в его рамках были заказаны фрески на почтовых отделениях страны — с изображениями «обычной американской жизни». «Противоречивые» для своего времени работы были оценены Рузвельтом как памятник эпохи.
Федеральный музыкальный проект (FMP) спонсировал несколько десятков симфонических оркестров и джазовых коллективов: его 15 тысяч музыкантов в сумме дали около 225 000 представлений, включая и бесплатные концерты в Центральном парке Нью-Йорка. Нанятые в рамках FMP исследователи занялись сбором американской музыки, создав уникальный архив: они записывали как традиционных аппалачских исполнителей с банджо и барабанщиков из Новой Англии, так и техасских скрипачей и юных музыкантов из Теннесси.
В ходе реализации Федерального театрального проекта (FTP) в США были поставлен целый ряд классических произведений, включая шекспировские «Двенадцатая ночь» и «Макбет» (с полностью чернокожей труппой). Современные работы — такие как адаптация работы Льюиса Синклера «У нас это невозможно» 1935 года, изображавшей приход к власти американского фашистского движения — также появились на сцене. Кроме того, театральный проект принес пьесы, водевили и марионеточные представления в многочисленные маленькие городки США; в его рамках была разработана инновационная постановка под названием «Живая газета», драматизировавшая заголовки местных новостей. Суммарная аудитория проекта насчитывала более 30 миллионов человек. Программа была отменена в 1939 году на фоне обвинений в том, что проект являлся пропагандой «Нового курса» и что он поощрял расовое смешение в своих постановках: FTP было разрешено функционировать только при местном финансировании, что привело к фактическому свёртыванию проекта.
Федеральный писательский проект (FWP) стал самым известным в квартете художественных программ WPA; в ходе его реализации авторы создали серию гидов по США «American Guide Series», ставшую чрезвычайно популярным путеводителем по каждому из штатов, а также — по крупным городам и автомобильным трассам. «Необычайно современный эпос» открыл во многом неожиданную для современников тягу американцев к знаниям о своей стране — чему способствовало и падение зарубежного туризма, расходы на который сократились с 437 до 159 миллионов долларов в 1929—1933 годах. Исследователи проекта «Slave Narrative Collection» также взяли интервью у многих бывших рабов, записав их уникальные воспоминания об ушедшей эпохе; финансировавшиеся федеральным правительством фольклористы записали «мрачные» истории как из жизни чернокожих 1930-х годов, так и жителей региона Аппалачи, опубликовав их в 1939 году в рамках влиятельной серии книг. Многочисленные серии фотографий, опубликованные в те годы, дополняли в целом критическую картину американской жизни.

## Состав агентства
- В 1935—1939 годах Администрацию возглавлял Гарри Ллойд Гопкинс.

## Итоги
В первый год своего существования WPA трудоустроило более 3 миллионов человек: за восемь лет своей деятельности агентство дало работу 8,5 миллионам американцев, выполнив подряды на общую сумму около 11 миллиардов долларов. Строители WPA построили полмиллиона миль автомагистралей и почти 100 тысяч мостов; среди сотни тысяч общественных зданий, возведённых агентством были театр «Dock Street Theatre» в Чарльстоне и лодж «Timberline Lodge» на склоне вулкана Худ в Орегоне. Кроме того по всей стране было разбито около восьми тысяч парков.
Всего число занятых на общественных работах, организованных Управлением во второй половине 1930-х — начале 1940-х годов достигало в США 4-х млн человек. С учётом членов семей занятых на государственных работах, до 20 миллионов американцев улучшили свои условия жизни. Было построено более одного миллиона километров дорог и десятки тысяч мостов по всей стране. Почти в каждой общине в Соединенных Штатах появилась новая школа, мост или парк, созданные с помощью Управления. В рамках проекта были построены, в частности, загородная резиденция президента США Кэмп-Дэвид (1935—1938), мост Золотые Ворота в Сан-Франциско (1933—1937), Обсерватория Гриффита, Лос-Анджелес (1933—1935).
Критики обвиняли WPA в бездумном распылении государственных средств, используемых как скрытое пособие по безработице. Также упрекали инициаторов программы в стремлении поддержать местных боссов Демократической партии и армию лояльных к ним избирателей.
Однако, заявленная цель программы последовательно воплощалась: создавались новые рабочие места для огромного числа тех, кто пострадал от последствий Великой депрессии. Участвуя в общественно-полезной работе, обездоленные американцы могли сохранить свои трудовые навыки и обрести самоуважение. В свою очередь, экономика стимулировалась тем, что у новых работников росла покупательная способность.